# Eduardo Pedrosa
Eduardo Weyne Pedrosa (Brasília, 26 de novembro de 1989) é um empresário e político brasileiro, filiado ao União Brasil e deputado distrital desde 2019.

## Biografia
Pedrosa é sobrinho de Eliana Pedrosa, ex-deputada distrital e ex-candidata ao governo do Distrito Federal (GDF). Eduardo Pedrosa candidatou-se para a Câmara Legislativa do Distrito Federal na eleição de 2014 pelo Partido Popular Socialista (PPS). Ao receber 7.229 votos (0,47%), acabou não sendo eleito.
Na eleição de 2018, Pedrosa elegeu-se deputado distrital com 12.806 votos, ou 0,87% dos votos válidos. No processo eleitoral foi o candidato ao cargo mais bem votado do seu partido, o Partido Trabalhista Cristão. Como legislador, foi um aliado político do governador Ibaneis Rocha. Em 2019, foi autor da lei que proibiu a concessão de prêmios diferentes para homens e mulheres em competições esportivas. Posteriormente, Eduardo Pedrosa filiou-se ao Democratas  .
Em seus dois primeiros anos de mandato, ele se destacou como um dos parlamentares que mais produziram resultados para o Distrito Federal. Contra privilégio, Eduardo abriu mão da verba indenizatória, garantindo uma economia aos cofres púbicos de R$ 477 mil, em dois anos de mandato.
Foram quase duas mil iniciativas parlamentares apresentadas à Câmara Legislativa, incluindo projetos de lei e outras proposições, que renderam a aprovação de 19  novas leis.
Eduardo também foi apontado como o deputado que por mais tempo ocupou a posição de liderança, comandando o Bloco Brasília em Evolução, o maior da Casa, por cerca de três anos.
Na eleição de 2022, Pedrosa ampliou sua votação para 22.489 votos (1,35%), sendo reeleito deputado distrital pelo partido União Brasil.

## Leis Aprovadas
- Lei Nº 6284/2019 - Prêmios iguais para homens e mulheres em competições esportivas no DF.
- Lei Nº 6293/2019 - Estabelece prioridade na realização de exames toxicológicos para toda mulher que tenha sido vítima de violência doméstica ou crime contra a liberdade sexual, na rede pública de saúde do Distrito Federal, em que tenha sido drogada ou dopada por seu agressor com substâncias psicotrópicas ou sintéticas sem consentimento. [17]
- Lei Nº 6305/2019 - Institui regras e disciplina o horário e a quantidade de ligações para oferta de produtos e serviços por mensagens e ligações telefônicas, bem como cria o cadastro denominado "Me respeite".[18]
- Lei Nº 6365/2019 - Dispõe sobre a proibição de descarte de aves, por meio de trituração, sufocamento ou qualquer outro meio cruel de abate, nos estabelecimentos avícolas de postura comercial, no Distrito Federal, e dá outras providências.[19]
- Lei Nº 6.793/21 - Centros Universitários que estimularem  à doação de sangue ganharão o selo Sangue Bom [20]
- Lei nº 6.891/21 - Cria metas para uso de energia limpa no DF [21]

### Desempenho eleitoral
| Ano  | Cargo                                  | Partido | Votos  | Resultado  | Ref.   |
| ---- | -------------------------------------- | ------- | ------ | ---------- | ------ |
| 2014 | Deputado Distrital do Distrito Federal | PPS     | 7.229  | Não Eleito | [ 22 ] |
| 2018 | Deputado Distrital do Distrito Federal | DEM     | 12.086 | Eleito     | [ 8 ]  |
| 2022 | Deputado Distrital do Distrito Federal | UNIÃO   | 22.489 | Eleito     | [ 23 ] |